# Alfawetenschappen
Een alfawetenschap is in Nederland en Vlaanderen de benaming voor een wetenschap die zich met de producten van de menselijke geest bezighoudt. Deze groep wordt ook wel geesteswetenschappen genoemd.
De alfa is de eerste letter van het Griekse alfabet. Naast de alfawetenschappen kent men de bètawetenschappen en de gammawetenschappen.